# 毛璩
毛璩（？—405年），字叔璉，滎陽陽武人。東晉末年將領，官至益州刺史。晉益州刺史毛穆之之子。毛璩在益州期間正遇桓玄篡位，他積極參與討伐，但卻因當地州兵不願遠行而出現兵變，在當地的毛璩及其宗族皆遇害。

## 生平
毛璩成年後初任右將軍桓豁的參軍，後父親就病逝，毛璩遂離職為父服喪。服喪期過後，毛璩擔任了衞將軍謝安的衞軍參軍，後曾轉尚書郎，謝安再請其任自己參軍，後又讓他轉任謝琰的征虜司馬。太元八年（383年），晉軍在淝水擊敗來侵的前秦軍，前秦天王苻堅北逃，毛璩就與田次之一同追擊，追到中陽仍未追上，只得撤還。戰後轉寧朔將軍、淮南太守。
後來毛璩轉任當時以鎮北將軍、青兗二州刺史出鎮京口的譙王司馬恬之司馬。當時海陵縣邊界有處地方叫青浦，由於四面都是湖泊，長滿菰葑，非常適合流民藏匿。為了將聚在那的隱匿流民驅逐出來，毛璩就請得了一千多人的部隊前往討伐。毛璩以當時天旱，於是縱火燒毀菰葑，流民逼於火勢，只好向毛璩投降。毛璩將這批共計有一萬戶的流民全部用以補充兵源，得到朝廷嘉許。後轉任西中郎司馬、龍驤將軍、譙梁二郡內史。
毛璩後以建威將軍接替郭銓任益州刺史。晉安帝即位後，進號征虜將軍。元興二年（403年）十二月，桓玄篡位，派使者加毛璩散騎常侍、左將軍。毛璩將使者收捕起來並拒命，派兵出據各地防備桓玄所派的梁州刺史桓希。後毛璩宣布桓玄罪狀，傳檄各地，命巴東太守柳約之、建平太守羅述及征虜司馬甄季之出討桓希，自己也領軍出屯白帝。元興三年（404年）五月，桓玄被殺；六月桓希亦被柳約之等軍所殺。柳約之得知桓玄死訊後進軍到枝江，卻又接到桓振攻下江陵的消息，只好撤退。不久羅述及甄季之患病，柳約之打算偽降桓振，趁機襲取江陵，卻因圖謀敗露而被殺，柳約之司馬時延祖、涪陵太守文處茂等人則代其統領部眾，據守涪陵，並且擊敗桓振派赴西陵的桓放之。毛璩亦已著手出兵討伐桓振，命參軍譙縱率領巴西、梓潼二郡兵力經涪水東下，預定在巴郡和毛璩會合。當時蜀人不願遠征，侯暉等兵變並擁譙縱為主，譙縱遂率軍進攻涪城，殺掉西夷校尉毛瑾，毛瑾留府長史從成都將兵變消息告知毛璩，毛璩就從略城回防成都，並派參軍王瓊領兵討伐譙縱。王瓊在廣漢擊敗侯暉等，但在追擊至緜竹時為譙明子伏軍所敗，毛璩亦因下人們受譙縱影響而被他們殺害，益州營戶李騰亦開成都城門降於譙縱，毛璩在蜀地的家族成員皆被譙縱殺害。
江陵在義熙元年（405年）正月被晉軍收復，晉安帝復位，朝廷宣詔進毛璩號征西將軍，加散騎常侍，都督益涼秦涼寧五州軍事，行宜都、寧蜀太守。但不久毛璩就遇害，益州大部亦為譙縱所建的譙蜀佔領。及後時延祖任始康太守時上疏為毛璩兄弟陳情，成功令朝廷下詔給予毛璩、毛瑾及毛瑗三人贈官、錢及布帛，並以討伐桓玄之功追封毛璩為歸鄉公，食邑一千五百戶。

## 家庭

### 兄弟
- 毛珍，毛璩兄，天門太守，襲建安縣開國侯。
- 毛球，毛璩兄，梓潼太守。
- 毛璠，毛璩弟，寧州刺史。
- 毛瑾，毛璩弟，西夷校尉，為譙縱叛軍所殺。
- 毛瑗，毛璩弟，蜀郡太守，與毛璩一同遇害。

### 子
- 毛弘之，襲爵。